# Gymnázium Česká Lípa
Gymnázium, Česká Lípa, Žitavská 2969, příspěvková organizace je střední škola v severní části okresního města Česká Lípa, která navazuje svou historií na zdejší gymnázia církevní, německé i předválečné české.

## Historie

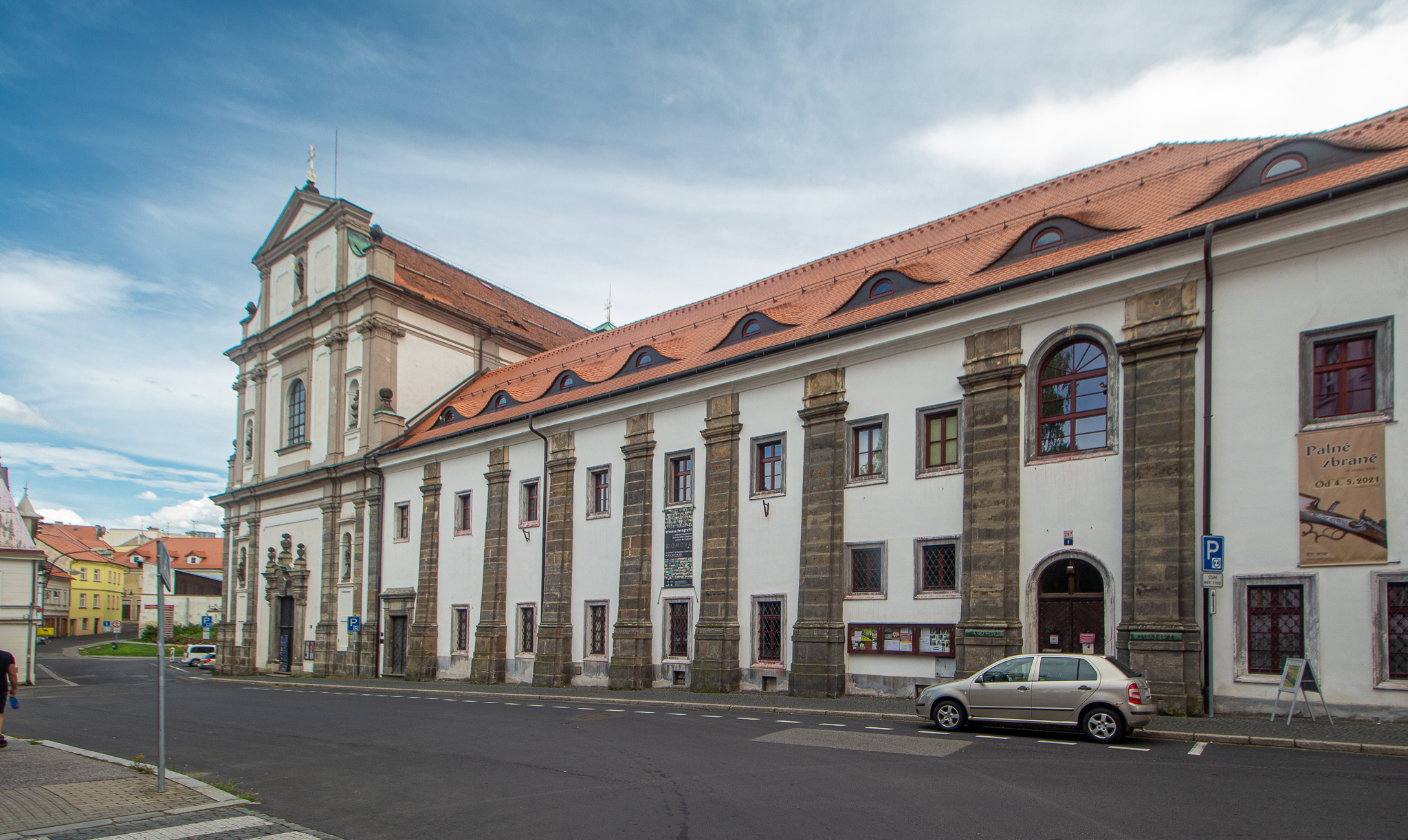
První gymnázium bylo v klášteře

### Klášterní škola
Po bitvě na Bílé hoře se města ujal Albrecht z Valdštejna. V roce 1624 nechal založit v České Lípě klášter a při něm i latinskou školu a seminář. Zakládací listina je datována 12. března 1627. Prvním prefektem jmenovaným Albrechtem byl Pavel Konopeus (Paulus Conopaeus) z Nizozemska. Cílem Albrechta bylo získat obyvatele města, dosud spíše protestantského vyznání, pro katolickou církev. Měšťanům nekompromisně přikázal, aby přestali posílat své děti do škol v jiných městech. Klášterní latinská škola byla roku 1713 rozšířena na šestitřídní. Díky reformám císařovny Marie Terezie bylo církevní gymnázium augustiánů roku 1783 zredukováno na soukromou školu s omezeným počtem vyučujících, bez latinské školy. Škola zde byla obnovena roku 1806 jako klasické pětitřídní gymnázium, které bylo postupně rozšiřováno, roku 1819 na 6.tříd, 1848 na 7.tříd, v roce 1849 povýšeno na vyšší úplné s osmi třídami, 150 žáky. Škola v klášterních prostorách fungovala do roku 1882, tedy 255 let. O rok dříve byla zestátněna. V budově je dnes Vlastivědné muzeum a galerie v České Lípě

### Německé gymnasium

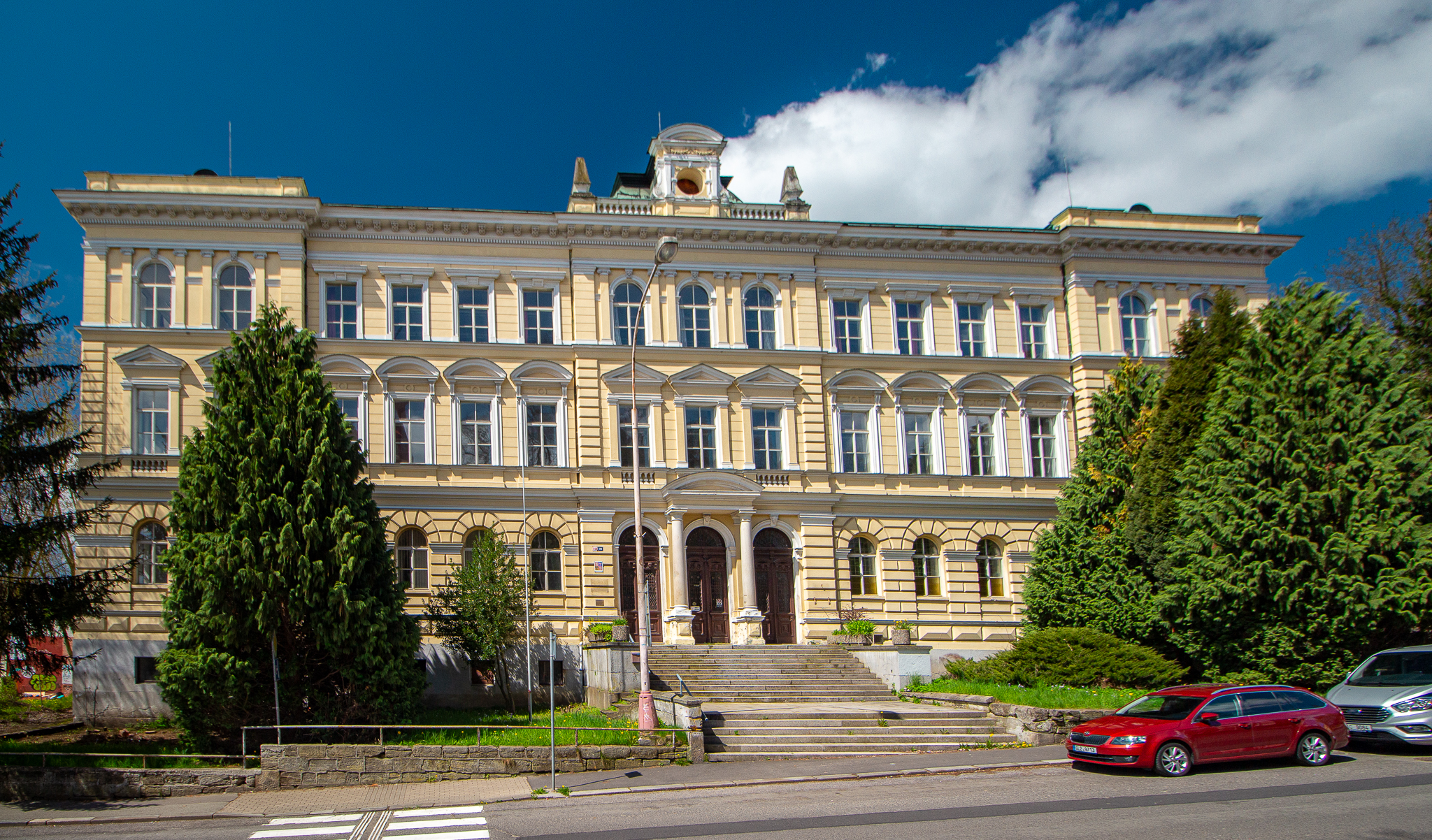
Budova na Palackého náměstí

Poněkud severněji od kláštera na dnešním Palackého náměstí čp. 545 byla městem postavena roku 1882 (dostavba 1893) nová budova pro městské gymnasium. Poprvé se zde vyučilo roku 1882. Vyučovacím jazykem byla němčina, ostatně i obyvatelstvo města bylo převážně německé. V německém gymnáziu se učilo i v letech druhé světové války.
Budova je nyní využívána jako jedna z budov Střední odborné školy a Středního odborného učiliště.

### České menšinové gymnasium

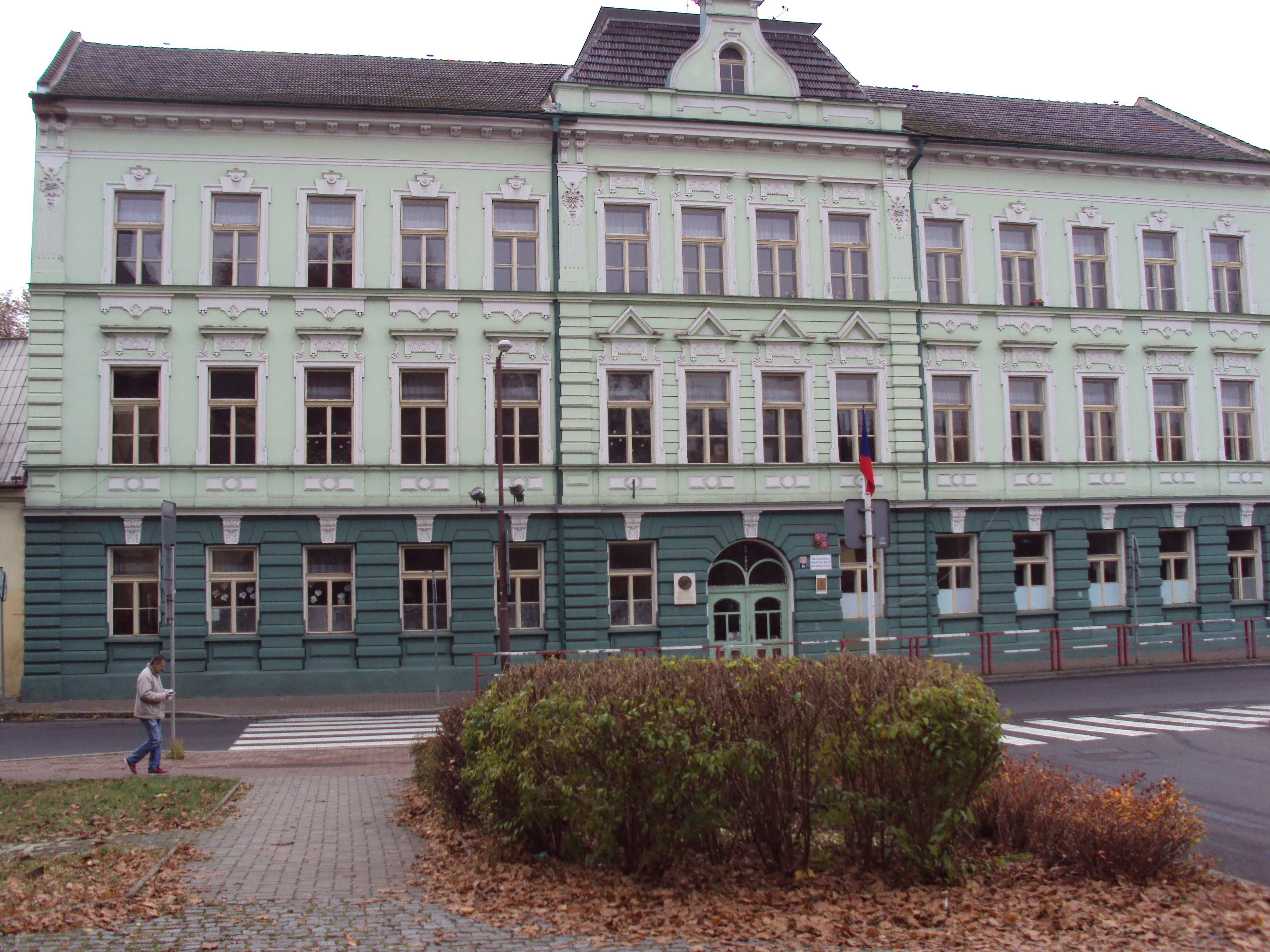
Škola v Moskevské ulici sloužila menšinovému gymnáziu 2 roky

Až po vzniku Československé republiky došlo k založení gymnasia, kde se vyučovalo i česky a to i přes nezájem až odpor vedení města. Popud k založení přišel z Litoměřic od tamního ředitele českého gymnasia Václava Rutha a Ministerstva školství a financí pak vydalo výnosy v roce 1920 o zřízení reformního reálného gymnasia v České Lípě. Zápis do nové školy se konal v září 1920 v kavárně Central. Učilo se zprvu ve stísněných podmínkách v budově české školy (nynější Moskevská ulice), v roce 1922 byla koupena za 420 tisíc korun od Eleonory Andrássy-Kounicové stará patrová budova v Berkově ulici (Kounicův dům), kam se po prováděných stavebních úpravách ve vyklízených bytech nájemníků postupně všech pět tříd počátkem prosince 1924 nastěhovalo. Od roku 1933 se reformní gymnasium měnilo na reálné, osmitřídní, s výukou 16 předmětů. Studium bylo zakončené maturitou (poprvé roku 1928), kterou absolvovalo jen 29% žáků. Tzv. úmrtnost byla veliká, zčásti i pro přestěhování mnohých do vnitrozemí. Po obsazení Sudet byla škola v září 1938 vystěhována a zrušena.
Budova v Moskevské ulici čp. 679 dnes slouží jako jeden z objektů Základní, praktické a mateřské školy v České Lípě. V budově v Berkově ulici (Kounicův dům) je dnes několik malých obchodů.

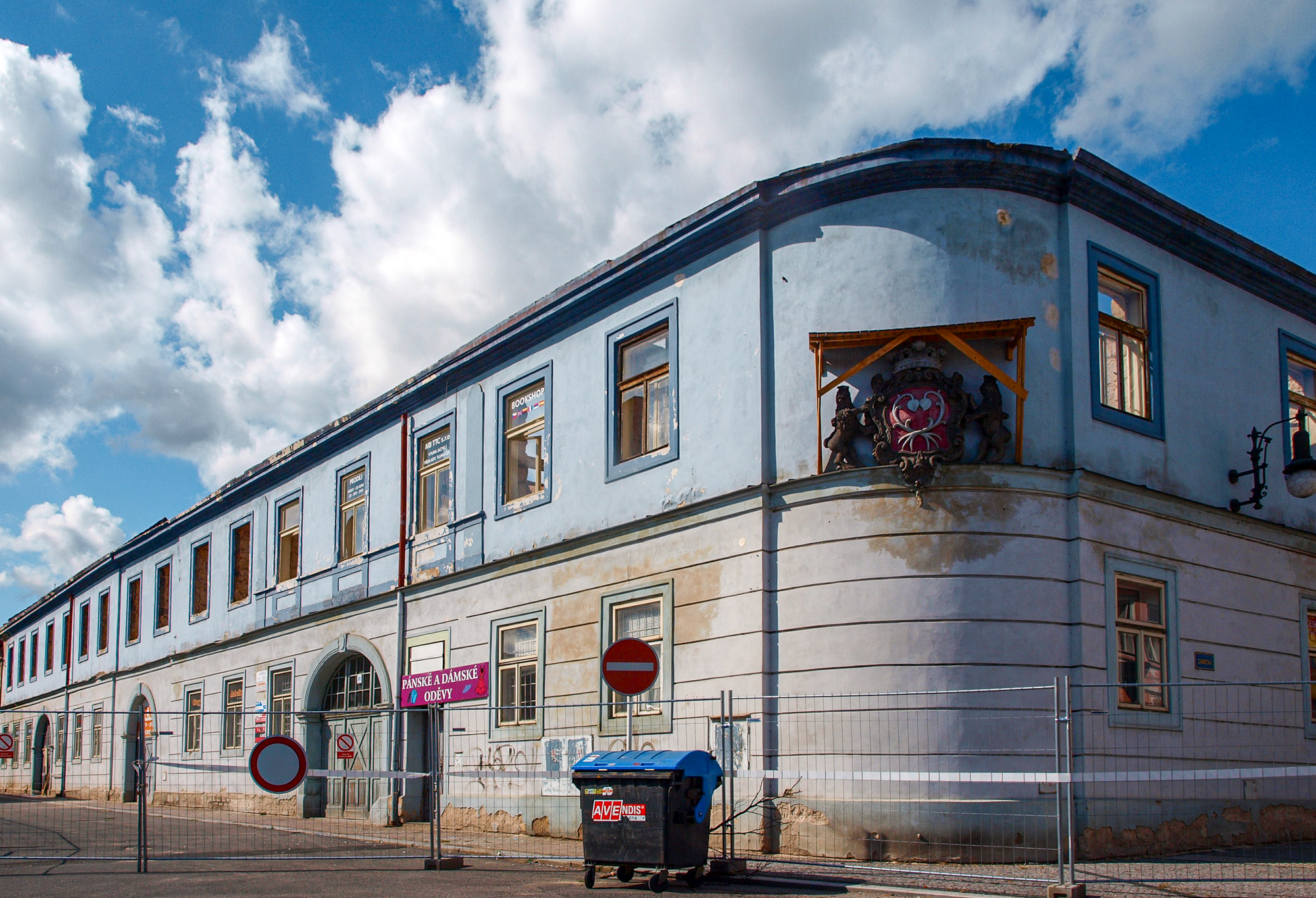
V Kounicově domě bylo české gymnázium

### Období 1945 – 1994
Po válce osmileté gymnázium zahájilo svou činnost v budově na Palackého náměstí (po německém). V roce 1948 byl vydán zákon o školství, gymnázia jsou třetím stupněm po škole národní a střední.
V roce 1953 byla škola jedenáctiletou s 22 třídami, od roku 1960 dvanáctiletou střední školou. V roce 1961 byla zredukována na tříletou Střední všeobecně vzdělávací školu (SVVŠ) , nižších 9 ročníků se stalo školou základní (ZDŠ). V roce 1971 již jako čtyřleté gymnázium dostala škola budovu na nám. Osvobození proti klášteru (dnes je tam Obchodní akademie).
V roce 1990 byla ustavena pobočka gymnázia v Mimoni, tamní škola se rok poté osamostatnila.

### V nové budově
Dne 7. února 1994 se škola přestěhovala do nových budov (Žitavská 2969) pod vrchem Špičák v severovýchodní části města. Jde o čtyřpodlažní objekt s 38 učebnami, knihovnou, stravovnou a venkovním sportovním areálem.

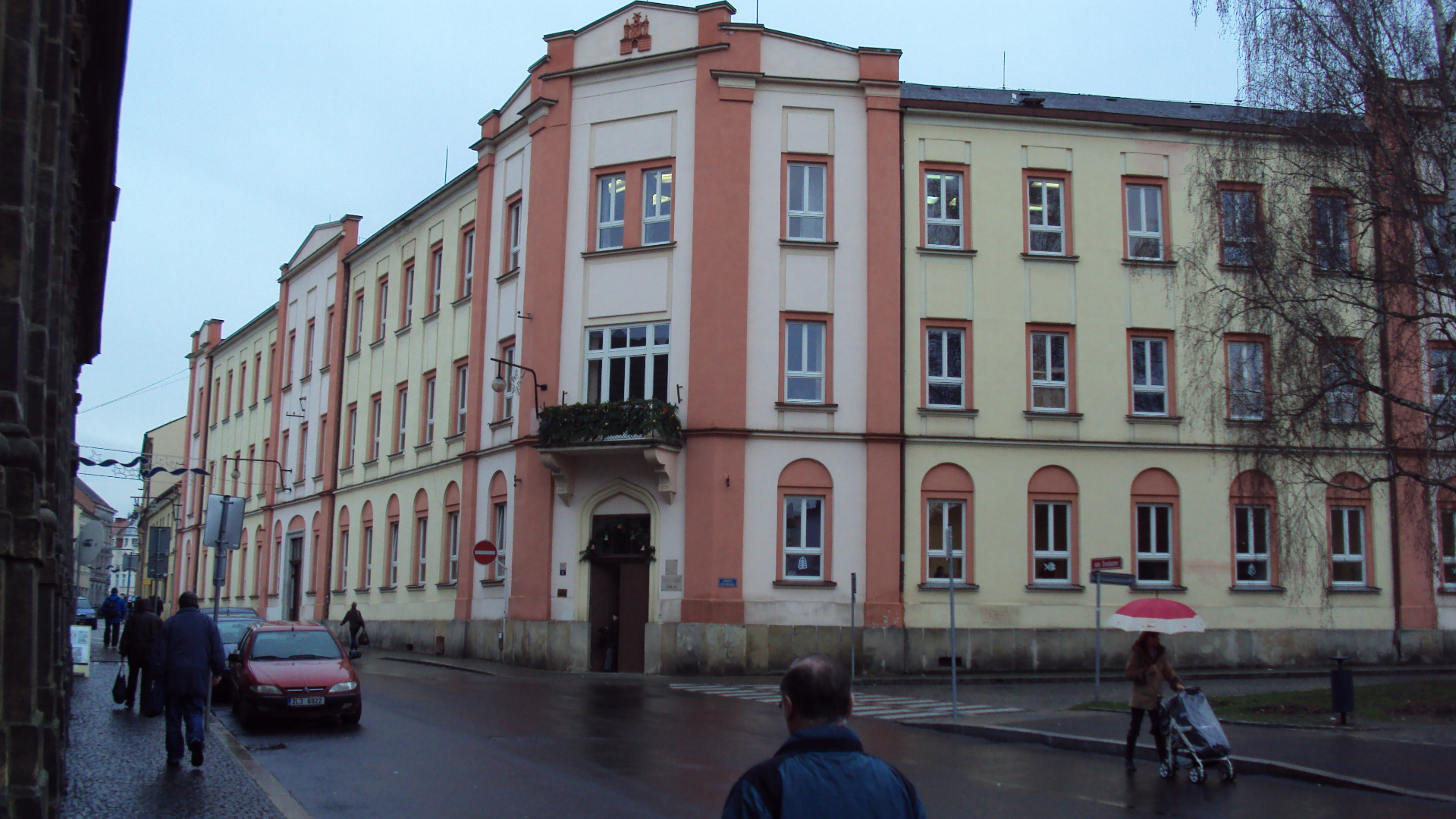
Sídlo školy v roce 1971

## Současnost
Škola má právní subjektivitu (vlastní IČO) a je příspěvkovou organizací zřízenou Libereckým krajem. Jsou zde učební obory čtyřleté a osmileté. V září 2010 sem nastoupilo 529 žáků do 20 tříd, o výuku a provoz školy se staralo 59 učitelů a provozních pracovníků. V roce 2011 došlo k redukci tříd o jednu.
Úspěchy školy v PROGRAMU EXCELENCE STŘEDNÍCH ŠKOL http://excelence.nidm.cz/ Archivováno 24. 5. 2016 na Wayback Machine.
2012 (výsledky za školní rok 2011/2012) byla škola díky svým talentovaným studentům hodnocena jako 15 nejlepší střední škola v republice, v Libereckém kraji druhá.
2013 (výsledky za školní rok 2012/2013) - 1. místo v Libereckém kraji 
2014 (výsledky za školní rok 2013/2014) - 4. místo v Libereckém kraji 
2015 (výsledky za školní rok 2014/2015) - 4. místo v Libereckém kraji 

## Ředitelé školy
- do 1991 - Bohumil Daniel
- 1992 - Stanislav May (zastupující)
- 1992 - 1994 Vojtěch Deyl
- 1994 - 2012 Stanislav May
- 2012 - 2013 Lenka Řebíčková[5]
- 2013 - 2023 Helena Paszeková (zastupující), od 1. dubna 2014 jmenována Radou Libereckého kraje.[6]
- 2023 - ??? Michal Kosina

## Osobnosti
Mezi stovkami učitelů a tisícovek absolventů školy i jejích předchůdkyň byly např. tyto známé osobnosti:
- Eduard Steffen (1839-1893), akademický malíř a profesor kreslení na tomto gymnáziu v letech 1864-1893
- František Xaver Zimmerhackel (1845–1924), jezuita, Superior a rektor baziliky na Svatém Hostýně
- Franz Hantschel (1844–1940, německy píšící český lékař a místopisec severních Čech
- Anton Amand Paudler (1844–1905), augustinián, vlastivědný pracovník, historik, profesor němčiny, latiny a filozofické propedeutiky, založil Nordböhmischer Exkursions-Club (1878)
- Franz Schmeykal (1826–1894) právník, poslanec Zemského sněmu, přísedící zemského výboru Království českého, zúčastnil se pokládání základního kamene Národního divadla
- Vilém Horn (1809–1891) zakladatel české fotografie, majitel prvního českého fotoateliéru, první český fotograf (1841), redaktor prvního oborového časopisu ve Střední Evropě Photographisches Journal
- Ferdinand Břetislav Mikovec (1826–1862), dramatik, básník
- Josef Bohumír Mikan (1743–1814), lékař, botanik, rektor Karlovy Univerzity
- Jaroslav Panáček (1908–1992), regionální historik
- Paulus Conopaeus (1595–1635), augustinián, zpovědník Albrechta z Valdštejna, první prefekt gymnázia v České Lípě (1627)
- František Jan Zoubek (1858–1863), středoškolský profesor, historik, češtinář, klasický filolog, v redakci Národních listů, Památek archeologických, Encyklopedie pedagogické, mimořádný člen Královské české společnosti nauk, první Komeniolog[7]
- Václav Bolemír Nebeský (1818–1882), básník, člen Národního výboru 1848 a Slovanského sjezdu, poslanec Říšské rady, v redakci Národních novin, redaktorem Muzejníku, sekretář Českého muzea, činný v Matici české, Umělecké besedě
- Emanuel Sobíšek (1895–1973), literární historik, spolupráce s J. V. Šimákem [8]
- František Pavelka (1920–1943), akademický malíř, žák Maxe Švabinského [8]
- Zdeněk Juna, malíř, grafik, hudebník, spoluzakladatel sklářské školy v Železném Brodě [8]
- Josef Ladislav Píč (1847–1911), historik [9]
- Karel Kapoun (* 1953), senátor